# La Levée
La Levée est un hameau de la commune d'Aywaille dans la province de Liège en Région wallonne (Belgique). 
Avant la fusion des communes, La Levée faisait partie de la commune d'Ernonheid.

## Description
Implanté le long d'une route en cul-de-sac menant au Bois de Xhoris, le hameau ardennais de La Levée se compose d'une demi-douzaine d'habitations (principalement des fermettes bâties en grès). 
À l'est du hameau, au bord de la Lembrée appelée localement ruisseau du Pouhon, se trouve la chapelle Sainte-Anne des Pouhons reprise sur la liste du patrimoine immobilier classé d'Aywaille. Cette chapelle fut bâtie en 1524 à un endroit où de nombreux fourneaux et forges étaient actifs dans cette région riche en fer.

## Loisirs
Le sentier de grande randonnée 15 traverse le hameau.

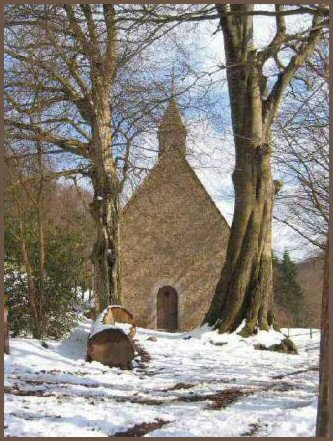
Chapelle Sainte-Anne des Pouhons.